# Willy Allemann
Wilhelm Allemann (1942. június 10. – 2010) svájci válogatott labdarúgó.

## Pályafutása

### A válogatottban
1966-ban 1 alkalommal szerepelt a svájci válogatottban. Részt vett még az 1966-os világbajnokságon.